# Balena Valentina

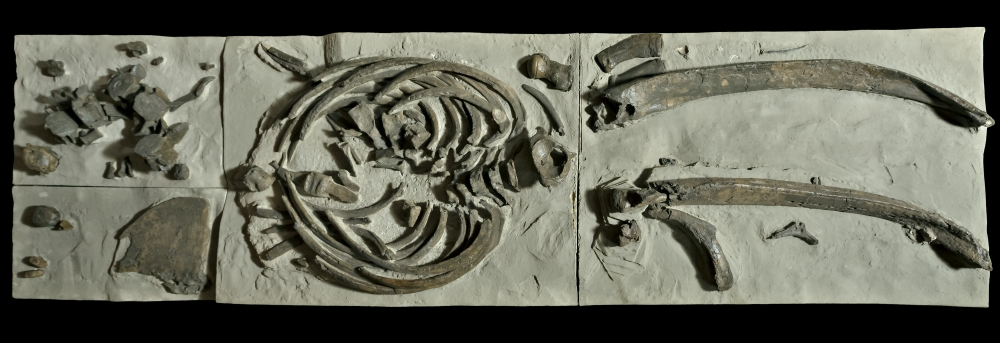
Visione zenitale di Balena Valentina

La Balena Valentina è lo scheletro fossile di un cetaceo rinvenuto nell’autunno 1997 nei calanchi di argille plioceniche del Rio della Rocca, nei pressi di S. Valentino, in comune di Castellarano in provincia di Reggio Emilia. È conservato presso i Musei Civici di Reggio Emilia.

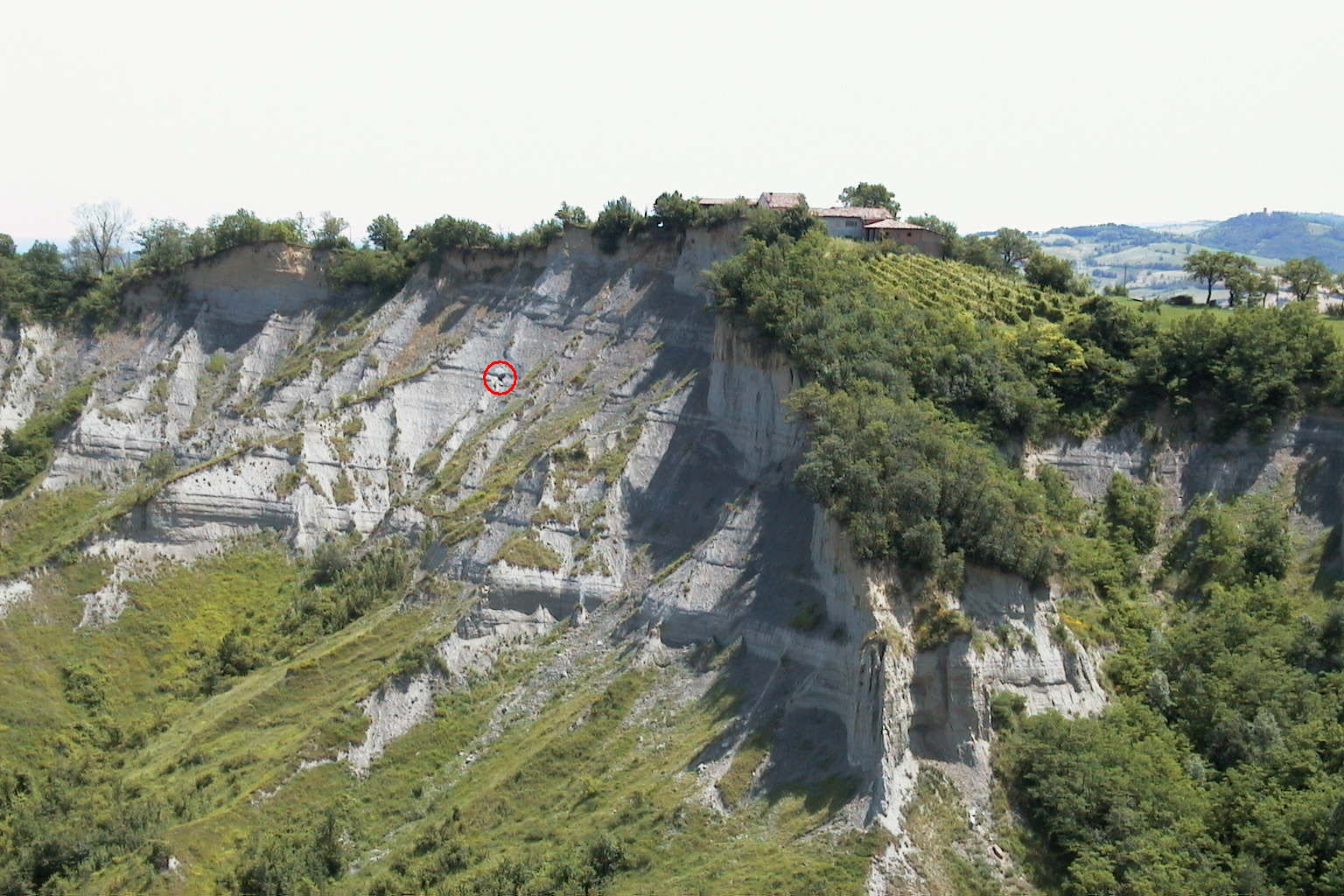
Panorama del calanco di Rio della Rocca

## Lo scavo e il recupero

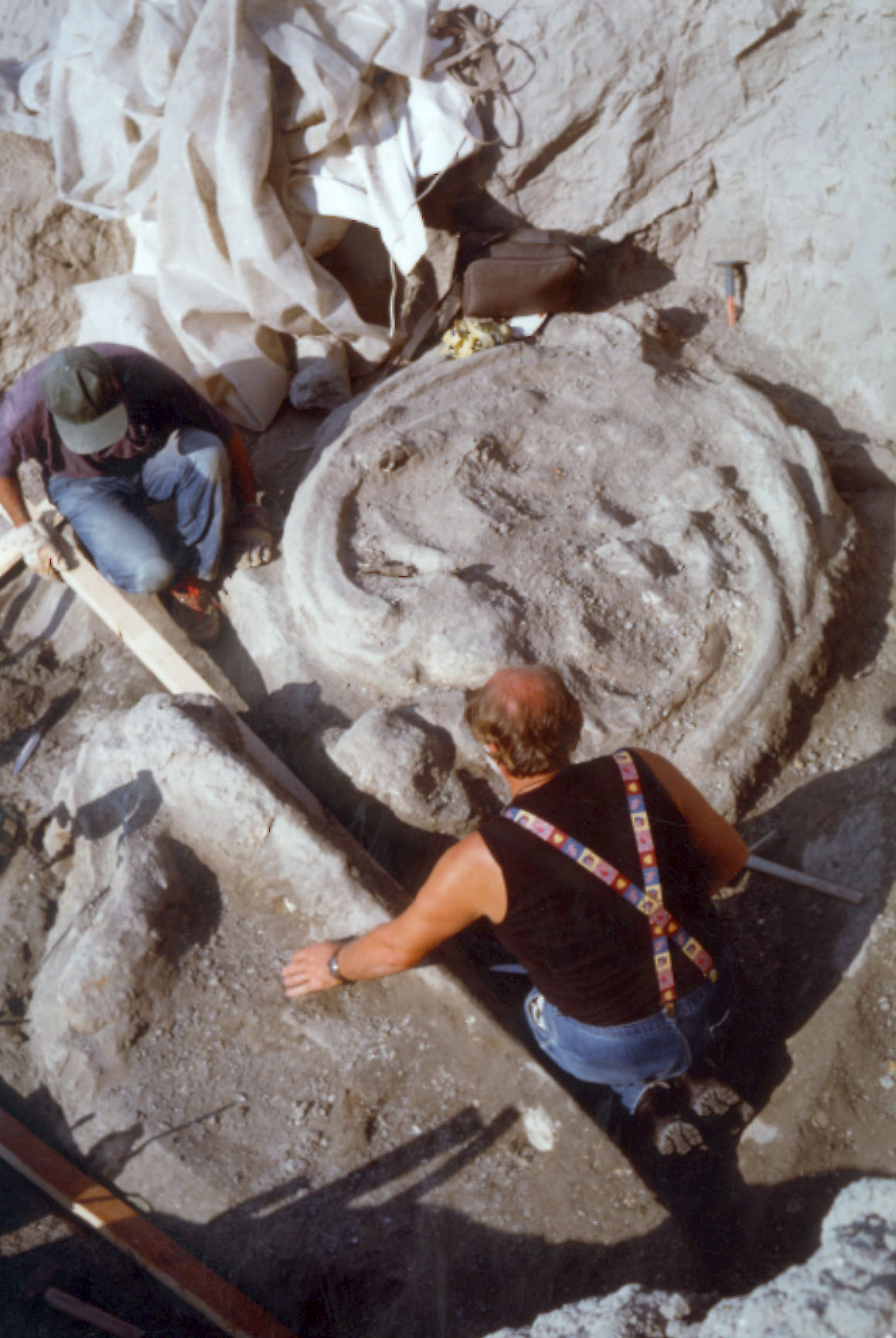
Fase dello scavo della Balena Valentina

Nell’autunno 1997 viene segnalato ai Musei Civici di Reggio Emilia il ritrovamento alcuni frammenti di mandibolare di un grosso cetaceo nei calanchi di San Valentino, da parte di Giovanni Brandoli (Gruppo naturalistico del Museo di Ecologia e Scienze naturali di Marano sul Panaro, MO). Due campagne esplorative, condotte durante le estati 1998 e 1999, permettono di constatare l'entità del reperto e valutare le modalità di recupero, considerate le caratteristiche impervie della zona.
Nel corso delle estati 2000 e 2001, con l’autorizzazione della Soprintendenza archeologica dell’Emilia Romagna, i Musei Civici procedono quindi, tramite collaboratori  e numerosi volontari, a due campagne di scavi: nel corso della prima vengono messi a giorno e recuperati, assieme al loro substrato argilloso, i due mandibolari, l’intera cassa toracica, un’ulna e un radio, nel corso della seconda una scapola, un omero, diverse vertebre e chevron e un rudimento pelvico.
Le fasi del recupero possono essere così sintetizzate: 
- Individuazione dei singoli blocchi da asportare, isolandoli e lasciando sotto ai reperti circa 25 cm di spessore di argilla
- Distacco dei blocchi dal substrato, tramite perforatori e motoseghe, costruendo progressivamente al di sotto un piano di supporto con tavole di legno
- Realizzazione di casse, successivamente riempite con poliuretano espanso, allo scopo di proteggere e bloccare i reperti
- Sollevamento delle singole casse fuori dal calanco tramite una autogrù con braccio di 40 metri e trasporto in museo.

La varie parti del reperto, una volta giunte a destinazione sono sottoposte a:
- Rimozione della matrice incassante (argillosa e a tratti calcarea) e pulitura delle ossa
- Consolidamento delle ossa tramite paraloid
- Ricomposizione delle parti fratturate con stuccatura delle più evidenti lacune

Le singole casse sono quindi accostate a ricostituire nel modo più fedele la situazione di ritrovamento, nei limiti concessi dagli spazi museali

## Descrizione
Il reperto comprende le due lunghe ossa mandibolari, il massiccio blocco delle vertebre cervicali, la cassa toracica, ben conservata, con le coste anteriori ancora in connessione alle prime vertebre dorsali. Sono inoltre presenti numerose vertebre e chevron, uno dei due rudimenti pelvici (piccole ossa che costituiscono i resti evolutivi degli arti inferiori presenti nei progenitori delle balene). Degli arti rimangono una scapola e omero, radio, ulna e un paio di falangi. Il cranio non è stato ritrovato.
Le ossa recano tracce di predazione da parte di squali.